# 建国中路 (上海)
建国中路是上海市黄浦区中部一条街道。东起重庆南路接建国东路，西至瑞金二路接建国西路。长588米，宽15米到17米。
建国中路最初为1902年法租界公董局越界辟筑，名为打靶场路。同年又以天主教神父薛华立命名为薛华立路（Route Stanislas Chevalier），法租界会审公廨和总巡捕房都设于此处（今卢湾公安分局）。1943年汪精卫政权接收上海法租界时改名西长兴路。1945年改名建国中路。
建国中路沿路传统上为住宅、工厂混杂区。